# Букашник горный
Бука́шник го́рный (лат. Jasione montana) — типовой вид рода Букашник (Jasione) семейства Колокольчиковые (Campanulaceae).

## Ботаническое описание

### Вегетативные органы

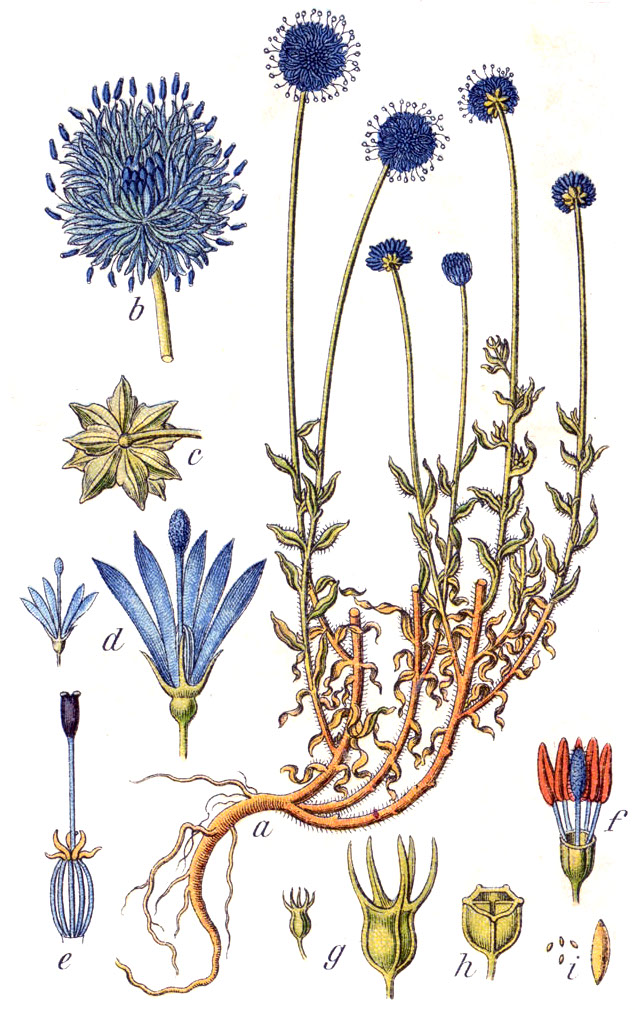
Букашник горный (Jasione montana).

Однолетнее или двулетнее травянистое растение 20—60 см, редко до 80 см высотой. Корневая система уходит в почву на 1 м в глубину. Сильно ветвящийся стебель может быть как прямостоячим, так и лежачим. Листья от продолговатой до ланцетовидной формы, с волнисто-завитыми концами.

### Генеративные органы
Соцветие 1,5—2,5 см в диаметре. Есть 12 и более прицветников, они продолговатые или яйцевидные, заострённые у конца, как правило, короче цветков. Цветки двуполые, пятичленные, с двойным околоцветником. Чашелистиков и лепестков по 5, чашелистики долговечные, длиннее лепестков. 5 ярко-синих, реже белых лепестков срастаются у основания и формируют 5 линейных долей венчика, которые сохраняются только на протяжении периода цветения.
Есть 5 тычинок с синими пыльниками, они не высовываются за пределы венчика. Столбик свешивается из венчика и завершается двулопастным рыльцем.
Цветение с июня по август.
Плод — мелкая выпуклая коробочка с двумя приподнятыми порами на конце, содержит 5 мелких округлых семян и окружена долговечными чашелистиками. Созревающие семена являются хорошим объектом для изучения развития зародыша семени.

## Распространение и экология
Букашник горный встречается на севере умеренной части Европы, в Западной Азии и Северной Африке.
Обитает в гористых местностях, а также на дюнах побережий Северного и Балтийского морей. Предпочитает сухие песчаные луга, богатые известью или каменистые места, кроме того, может быть пионером на пустошах. Лучше всего растёт в полутени.
Энтомофильное растение, опыляется перепончатокрылыми (пчёлами (до 100 видов) и шмелями), чешуекрылыми и несколькими видами жуков. Самоопыления не происходит. Благодаря мелким листьям и густому опушению является засухоустойчивым растением. Семена распространяются ветром и животными.

## Охранный статус
Чтобы подчеркнуть редкость вида и угрожающую ему опасность, букашник горный избрали цветком года в 1990 году.

## Классификация

### Таксономия
Jasione montana L., 1753, Sp. Pl. : 928
Вид Букашник горный относится к роду Букашник (Jasione) семейства Колокольчиковые (Campanulaceae) порядка Астроцветные (Asterales). Кладограмма в соответствии с Системой APG IV по состоянию на декабрь 2023 года:
|  |                                      |  |                                   |                                   |                           |  | ещё 10 семейств | ещё 10 семейств |                 |  |                         |  | еще 13 подтвержденных видов и 7 видов, ожидающих подтверждения | еще 13 подтвержденных видов и 7 видов, ожидающих подтверждения |  |
|  |                                      |  |                                   |                                   |                           |  | ещё 10 семейств | ещё 10 семейств |                 |  |                         |  | еще 13 подтвержденных видов и 7 видов, ожидающих подтверждения | еще 13 подтвержденных видов и 7 видов, ожидающих подтверждения |  |
|  |                                      |  |                                   | порядок Астроцветные              |                           |  |                 |                 | род Букашник    |  |                         |  |                                                                |                                                                |  |
|  |                                      |  |                                   | порядок Астроцветные              |                           |  |                 |                 | род Букашник    |  | 3 внутривидовых таксона |  |                                                                |                                                                |  |
|  | отдел Цветковые, или Покрытосеменные |  |                                   |                                   | семейство Колокольчиковые |  |                 |                 | Букашник горный |  |                         |  |                                                                |                                                                |  |
|  | отдел Цветковые, или Покрытосеменные |  |                                   |                                   |                           |  |                 |                 |                 |  |                         |  |                                                                |                                                                |  |
|  |                                      |  | ещё 63 порядка цветковых растений | ещё 63 порядка цветковых растений |                           |  |                 | ещё 354 рода    | ещё 354 рода    |  |                         |  |                                                                |                                                                |  |
|  |                                      |  |                                   | ещё 63 порядка цветковых растений |                           |  |                 |                 | ещё 354 рода    |  |                         |  |                                                                |                                                                |  |

### Внутривидовые таксоны
- Jasione montana subsp. cornuta (Ball)  Greuter & Burdet
- Jasione montana subsp. montana
- Jasione montana subsp. paivae Horjales & Rubido

### Синонимы
- Jasione corymbosa subsp. blepharodon (Boiss. & Reut.)  Batt.
- Jasione corymbosa var. littoralis Pau
- Jasione mediterranea Rouy
- Jasione montana f. depressa (Huet de Pav. ex Arcang.)  Schmeja
- Jasione montana f. echinata (Boiss. & Reut.)  Schmeja
- Jasione montana f. rossularis Schmeja
- Jasione montana subsp. depressa Huet de Pav. ex Arcang.
- Jasione montana subsp. echinata (Boiss. & Reut.)  Nyman
- Jasione montana subsp. stolonifera (A.DC.)  Arcang.
- Jasione montana var. aetnensis Lojac.
- Jasione montana var. boreaui Rouy
- Jasione montana var. bracteosa Willk.
- Jasione montana var. carionii (Boreau)  Nyman
- Jasione montana var. echinata (Boiss. & Reut.)  Willk.
- Jasione montana var. glaberrima Merino
- Jasione montana var. glabra Peterm.
- Jasione montana var. gracilis Lange
- Jasione montana var. gracilis Timb.-Lagr.
- Jasione montana var. hirsuta Duby
- Jasione montana var. hispida Beck
- Jasione montana var. laevis Duby
- Jasione montana var. latifolia Pugsley
- Jasione montana var. litoralis Fr.
- Jasione montana var. littoralis Boiss.
- Jasione montana var. lusitanica (A.DC.)  Schmeja
- Jasione montana var. major Mert. & W.D.J.Koch
- Jasione montana var. megaphylla C.Vicioso
- Jasione montana var. nana Boreau
- Jasione montana var. nana Gren. & Godr.
- Jasione montana var. prolifera DC.
- Jasione montana var. stolonifera A.DC.
- Jasione montana var. tenella Peterm.
- Jasione montana var. timbalii Rouy
- Jasione montana var. umbellata Lapeyr.
- Jasione perennis var. carionii Boreau
- Jasione vulgaris Gaterau
- Ovilla globulariifolia Bubani
- Phyteuma montanum C.Spreng.